# Typhlocyba spinosa
Typhlocyba spinosa är en insektsart som beskrevs av Beamer 1943. Typhlocyba spinosa ingår i släktet Typhlocyba och familjen dvärgstritar. Inga underarter finns listade i Catalogue of Life.